# Melanotis
Melanotis és un gènere d'ocells de la família dels mímids (Mimidae).

## Taxonomia
Segons la Classificació del Congrés Ornitològic Internacional (versió 15.1, 2025) aquest gènere està format per dues espècies:
- Mim blau (Melanotis caerulescens Swainson, 1827)
- Mim blau-i-blanc (Melanotis hypoleucus Hartlaub, 1852)